# Alzatea verticillata
Alzatea verticillata je jediný zástupce rodu Alzatea a čeledi Alzateaceae dvouděložných rostlin z řádu myrtotvaré (Myrtales). Je to dřevina s jednoduchými vstřícnými listy a drobnými květy, pocházející z horských lesů tropické Ameriky.

## Popis
Alzatea verticillata je keř až nevelký strom s jednoduchými vstřícnými kožovitými listy. Někdy roste i jako epifyt na vysokých stromech. Řapíky jsou velmi krátké nebo jsou listy víceméně přisedlé. Čepel listů je oválná až vejčitá, celokrajná, se zpeřenou žilnatinou, připomínající listy klusií.
Květy jsou pravidelné, oboupohlavné, dužnaté, 4 až 6 mm dlouhé, zvonkovitého tvaru, v latovitých vrcholících. Kalich je pětičetný, na bázi srostlý, s 5 cípy. Koruna chybí. Tyčinek je 5. Spojidla tyčinek (konektivy) jsou nápadná, dužnatá, narůžovělá a při rozkvětu připomínají korunní lístky. Semeník je svrchní, srostlý ze 2 plodolistů, se 2 komůrkami a jedinou čnělkou. Plodem je mnohasemenná zploštělá tobolka. Semena jsou okřídlená.

## Rozšíření
Druh je rozšířen v horách Střední a Jižní Ameriky od Kostariky po Peru. Vyskytuje se v horských lesích v nadmořské výšce 900 až 2200 metrů.

## Taxonomie
V rámci druhu bývají rozlišovány dva poddruhy, Alzatea verticillata subsp. amplifolia a subsp. verticillata, které vytvářejí na hranici areálů rozšíření přechodové typy.
Čeleď Alzateaceae byla rozlišována i v tradičních taxonomických systémech (Cronquist, Dahlgren,Tachtadžjan) a byla řazena do řádu myrtotvaré (Myrtales), což bylo potvrzeno i molekulárními metodami. Podle kladogramů APG jsou nejblíže příbuznými skupinami čeledi Crypteroniaceae a Penaeaceae.